# Larry Sanger
Lawrence Mark Sanger, ameriški podjetnik in publicist, * 16. julij 1968, Bellevue, Washington, Združene države Amerike. 
Sanger je znan predvsem kot soustanovitelj spletne enciklopedije Wikipedije. Sanger je z Jimmyjem Walesom soustanovil spletno enciklopedijo Wikipedija, za katero je ustvaril ime in napisal večino izvirnika politike in pravil. Sanger je sodeloval pri drugih spletnih enciklopedijah, kot so Nupedia, Citizendium in Everipedia. 
Med študijem na fakulteti se je Sanger zanimal za uporabo interneta v izobraževalne namene in se leta 2000 kot glavni urednik pridružil spletni enciklopediji Nupedia. Razočaran zaradi počasnega napredka Nupedije, je Sanger predlagal uporabo wikija za iskanje in prejemanje člankov in predstaviti postopek medsebojnega pregleda Nupedije; ta sprememba je pripeljala do razvoja in ustanovitve Wikipedije leta 2001. Sanger je bil vodja Wikipedijine skupnosti v zgodnjih fazah Wikipedije, vendar je bil nad projektom vse bolj razočaran in ga je leta 2002 zapustil. Sangerjev status soustanovitelja Wikipedije je postavil pod vprašaj soustanovitelj Jimmy Wales, vendar je splošno sprejet. 
Potem, ko je Sanger zapustil Wikipedijo, je bil kritičen do projekta, ki ga je leta 2007 označil za "nepopravljivega". Trdil je, da kljub svojim prednostim Wikipedija nima verodostojnosti zaradi pomanjkanja spoštovanja strokovnega znanja in avtoritete. Wikipedijo je kritiziral tudi zaradi tega, kar v svojih člankih dojema kot levičarsko in liberalno ideološko pristranskost. Leta 2006 je ustanovil Citizendium, da bi konkuriral Wikipediji, leta 2010 je odstopil z mesta odgovornega urednika in Citizendium zapustil leta 2020. Leta 2017 se je pridružil Everipediji kot glavni informacijski direktor (CTO), vendar je odstopil s tega položaja. Leta 2019 je ustanovl Fundacijo za standarde znanja in enciklosfero. Sanger je trenutno predsednik fundacije za standarde znanja.
Poleg interneta so se Sangerjevi interesi osredotočili predvsem na filozofijo - zlasti epistemologijo, zgodnjo moderno filozofijo in etiko. Filozofijo je poučeval na svoji matični univerzi Ohio State.

## Šolanje
Sanger je leta 1986 končal srednjo šolo in obiskoval Reed College, smer filozofija. Na fakulteti se je začel zanimati za internet in njegov potencial v založništvu. Kot študent je postavil e-poštni seznam kot medij za interakcijo med študenti in učitelji izven tradicionalnega univerzitetnega okolja. 

## Ukvarjanje s svetovnim spletom
S svetovnim spletom se je pričel ukvarjati leta 1998. Zaslužek je leta 2000 uporabil za zagon Nupedie, predhodnice Wikipedije, ki jo je ustanovil z Jimmyjem Walesom in leto kasneje še Wikipedijo za katero je Sanger skoval ime in napisal znaten del prvih pravil delovanja. Kmalu po ustanovitvi Wikipedije ga je projekt razočaral, zato ga je že leta 2002 zapustil. Od takrat nastopa kot viden kritik Wikipedije, ustanovil ali podprl pa je tudi več drugih spletnih projektov, kot sta Citizendium in Everipedia, ki so bližje njegovi predstavi o prosti spletni enciklopediji.

## Zasebno življenje
Sanger se je poročil decembra 2001 v Las Vegasu. Leta 2005 se je z ženo preselil v Santa Cruz v Kaliforniji, da bi delal za Digital Universe. Svojega sina je začel učiti branje že pred drugim rojstnim dnevom in na spletu objavljal videoposnetke, da bi to demonistriral.